# 태풍 독수리 (2017년)
태풍 독수리 (DOKSURI)는 2017년 제19호 태풍이다. 2등급 태풍(SSHS)이다. 독수리는 대한민국에서 제출한 이름으로 독수리를 의미한다. 태풍 나비가 제명된 이름이다.

## 개요
제19호 태풍 독수리는 9월 12일 오후 9시에 중심기압 998hPa, 최대풍속 18m/s, 강풍 반경 170km, 크기 '소형'의 열대폭풍으로 필리핀 마닐라 서북서쪽 약 170km 부근 해상에서 발생하였다.(일본 기상청 태풍정보 속보치 기준) 발생 이후 서~서북서진하면서 급발달하였고, 9월 15일 오전 9시에 베트남 다낭 북북서쪽 약 220km 부근 해상에서 중심기압 955hPa, 최대풍속 41m/s, 강풍 반경 390km(북쪽 반경)의 세력 '강', 크기 '중형'(일본 기상청 태풍정보 속보치 기준)의 태풍으로 최성기를 맞이하였다. 최성기 세력으로 베트남에 상륙한 이후로는 급약화되어서, 9월 16일 오전 9시에 베트남 하노이 서남서쪽 약 560km 부근 육상에서 중심기압 1002hPa의 열대저압부로 소멸하였다.(한국 기상청 기준으로는 중심기압 998hPa)

## 피해
| 지역      | 피해자 | 피해자 | 피해 (2017 USD) | 출처  |
| 지역      | 사망자 | 부상자 | 피해 (2017 USD) | 출처  |
| --------- | ------ | ------ | --------------- | ----- |
| 필리핀    | 22     | 15     | $524만          | [ 3 ] |
| 베트남    | 6      | 152    | $8.09억         | [ 4 ] |
| 중국 대륙 | 0      | 0      | $1530만         | [ 5 ] |
| 라오스    | 1      | 0      | $668만          | [ 6 ] |
| 총        | 29     | 177    | $8.36억         |       |

## 같이 보기
- 2017년 태풍